# Rațiune și simțire (film)
Rațiune și simțire (titlu original: Sense and Sensibility) este un film american din 1995 regizat de Ang Lee și bazat pe romanul cu același nume de Jane Austen. Actrița Emma Thompson a scris scenariul și a jucat rolul Elinor Dashwood, în timp ce Kate Winslet a jucat rolul surorii mai mici a lui Elinor, Marianne. Povestea urmărește viața surorilor Dashwood, care sunt obligate să caute securitate financiară prin căsătorie. Actorii Hugh Grant și Alan Rickman joacă rolurile pețitorilor lor. Filmul a fost lansat la 13 decembrie 1995 în Statele Unite.

## Synopsis
Pe patul de moarte, domnul Dashwood îi spune fiului său din prima căsătorie, John, să aibă grijă de cea de-a doua soție și de cele trei fiice ale sale, Elinor, Marianne și Margaret, deoarece, conform legii, ele nu vor moșteni nimic. Lacoma și snoaba soție a lui John, Fanny, îl convinge să nu lase practic nici un ban surorilor sale vitrege. John și Fanny se instalează imediat în marea casă, forțând doamnele Dashwood să caute o nouă casă. Fanny îi invită pe fratele ei, Edward Ferrars, să stea cu ei. Între Elinor și Edward se formează curând o prietenie strânsă, dar Fanny îi spune doamnei Dashwood că Edward va fi dezmoștenit dacă se va căsători cu cineva fără bani. 
Sir John Middleton, un văr al văduvei Dashwood, îi oferă o mică căsuță de pe moșia lui, Barton Park din Devonshire. Ea și fiicele ei se mută acolo și sunt oaspeți frecvenți la Barton Park. Fetele Dashwood îl întâlnesc cu colonelul Brandon, care se îndrăgostește la prima vedere de Marianne. Cu toate acestea, Marianne îl consideră un burlac bătrân, incapabil să simtă sau să inspire dragoste.
Într-o după-amiază, Marianne face o plimbare cu Margaret, alunecă și cade după ce este prinsă de ploaie. Ea este adusă acasă de frumosul John Willoughby, de care Marianne se îndrăgostește. Ei petrec mult timp împreună, însă în dimineața în care ea așteapta să fie cerută în căsătorie, el pleacă în grabă la Londra.
Soacra lui Sir John, doamna Jennings, își invită fiica și pe ginerele ei, domnul și doamna Palmer, să o viziteze la Barton Park. Ei o aduc și pe Lucy Steele, o nobilă scăpătată. Lucy îi mărturisește lui Elinor că ea și Edward s-au logodit în secret cu cinci ani în urmă, ruinând speranțele lui Elinor de a avea un viitor cu Edward. Doamna Jennings le invită la Londra pe Lucy, Elinor și Marianne, unde îl întâlnesc pe Willoughby la un bal. El se simte inconfortabil când o vede pe Marianne și ea află curând și de ce: Willoughby s-a logodit cu domnișoara Gray, care este extrem de bogată. Marianne este de neconsolat. Colonelul Brandon îi mărturisește lui Elinor că Willoughby a sedus-o și abandonat-o pe pupila lui, Beth, fiica nelegitimă a iubirii sale din tinerețe, Eliza. Când mătușa și binefăcătoarea lui Willoughby, Lady Allen, a aflat de comportamentul său, l-a dezmoștenit și astfel el a ales să se căsătorească pentru bani.
Lucy este invitată să stea cu John și Fanny, ca o modalitate pentru Fanny de a evita să invite surorile Dashwood să îi viziteze. Lucy, crezând în mod fals că este prietenă cu Fanny, îi mărturisește logodna clandestină cu Edward și este dată afară din casă. Mama lui Edward cere ca logodna să fie ruptă. Când el refuză, ea îl dezmoștenește pe Edward și lasă averea fiului ei mai mic, Robert. Colonelul Brandon îi oferă lui Edward parohia de pe proprietatea lui, arătând simpatie față de nefericitul dat onorabilul Edward.
În drum spre casă, spre Devonshire, Elinor și Marianne se opresc noaptea la conacul familiei Palmer, care locuiesc la cinci mile și jumătate de proprietatea lui Willoughby. Marianne nu poate rezista să nu vadă proprietatea însă se îmbolnăvește grav fiind prinsă de o ploaie torențială. Colonelul Brandon o găsește în ploaie și o aduce acasă. Elinor rămâne lângă ea până când se recuperează, iar surorile se întorc acasă. Colonelul Brandon și Marianne încep să-și petreacă timpul împreună, Marianne arătându-și aprecierea față de el. Ea recunoaște în fața lui Elinor că, deși Willoughby o alesese, nu mai era convinsă că dragostea ar fi fost suficientă pentru a-l face fericit.
Curând, fetele Dashwoods află că Miss Steele a devenit doamna Ferrars și presupun că ea s-a căsătorit cu Edward. Mai târziu, când Edward le vizitează, ele află că domnișoara Steele l-a părăsit în mod neașteptat în favoarea fratelui său Robert, iar Edward este astfel liber. Edward o cere de soție pe Elinor. Edward devine vicar, sub patronajul colonelului Brandon, care se căsătorește cu Marianne. Willoughby este văzut uitându-se la nunta lor de la distanță, și apoi pleacă.

## Producție

#### Angajarea lui Lee
Regizorul taiwanez Ang Lee a fost angajat ca urmare a activității sale în filmul de comedie din 1993, The Wedding Banquet, pe care el l-a co-scris, produs și regizat. Nu era familiarizat cu Jane Austen. Doran a simțit că filmele lui Lee, care zugrăveau relații de familie complexe în contextul unei comedii sociale, se potriveau cu subiectele lui Austen. Ea și-a reamintit: "Ideea unui regizor străin a fost atrăgătoare din punct de vedere intelectual, chiar dacă era foarte înfricoșător să ai pe cineva care nu vorbea engleza nativ". Producătorul i-a trimis lui Lee scenariul scris de Thompson, la care el a răspuns că este "interesat cu prudență". Au fost intervievați cincisprezece regizori, dar, potrivit lui Doran, Lee a fost unul dintre puținii care au recunoscut umorul lui Austen; el le-a spus că dorește ca filmul să "frângă atât de rău inimile oamenilor încât să-și revină abia după două luni".
"În unele privințe, probabil știu că lumea secolului al XIX-lea este mai bună decât cea de astăzi, deoarece am crescut cu un picior încă în acea societate feudală. Desigur, simțul umorului, decorurile, codul social sunt diferite. Dar esența represiunii sociale împotriva voinței libere - am crescut cu asta" 
De la început, Doran dorea ca Sense and Sensibility să farmece atât nucleul de bază a austeniștilor de la Austen, cât și pe telespectatorii tineri atrași de comediile romantice. Ea a simțit că implicarea lui Lee va împiedica filmul să devină "doar un mic film englezesc", vizionat doar de publicul local, în loc să fie vizionat de lumea întreagă. Lee a spus,
"M-am gândit că erau nebuni: am crescut în Taiwan, ce știu eu despre Anglia secolului al XIX-lea? Aproape la jumătatea scenariului am început să înțeleg de ce m-au ales. În filmele mele am încercat să amestec satira cu drama de familie. Mi-am dat seama că de-a lungul timpului încercam să o fac pe Jane Austen fără să știu asta.  Jane Austen a fost destinul meu. Tocmai trebuia să depășesc bariera culturală."
 Deoarece Thompson și Doran lucraseră atât de mult timp la scenariu, Lee se descria la vremea respectivă ca "regizor de închiriat", deoarece nu era sigur de rolul și poziția lui. A petrecut șase luni în Anglia "învațând cum să facă acest film, cum să facă un film de epocă, din punct de vedere cultural ... și cum să se adapteze marii industrii a filmului".

### Distribuție

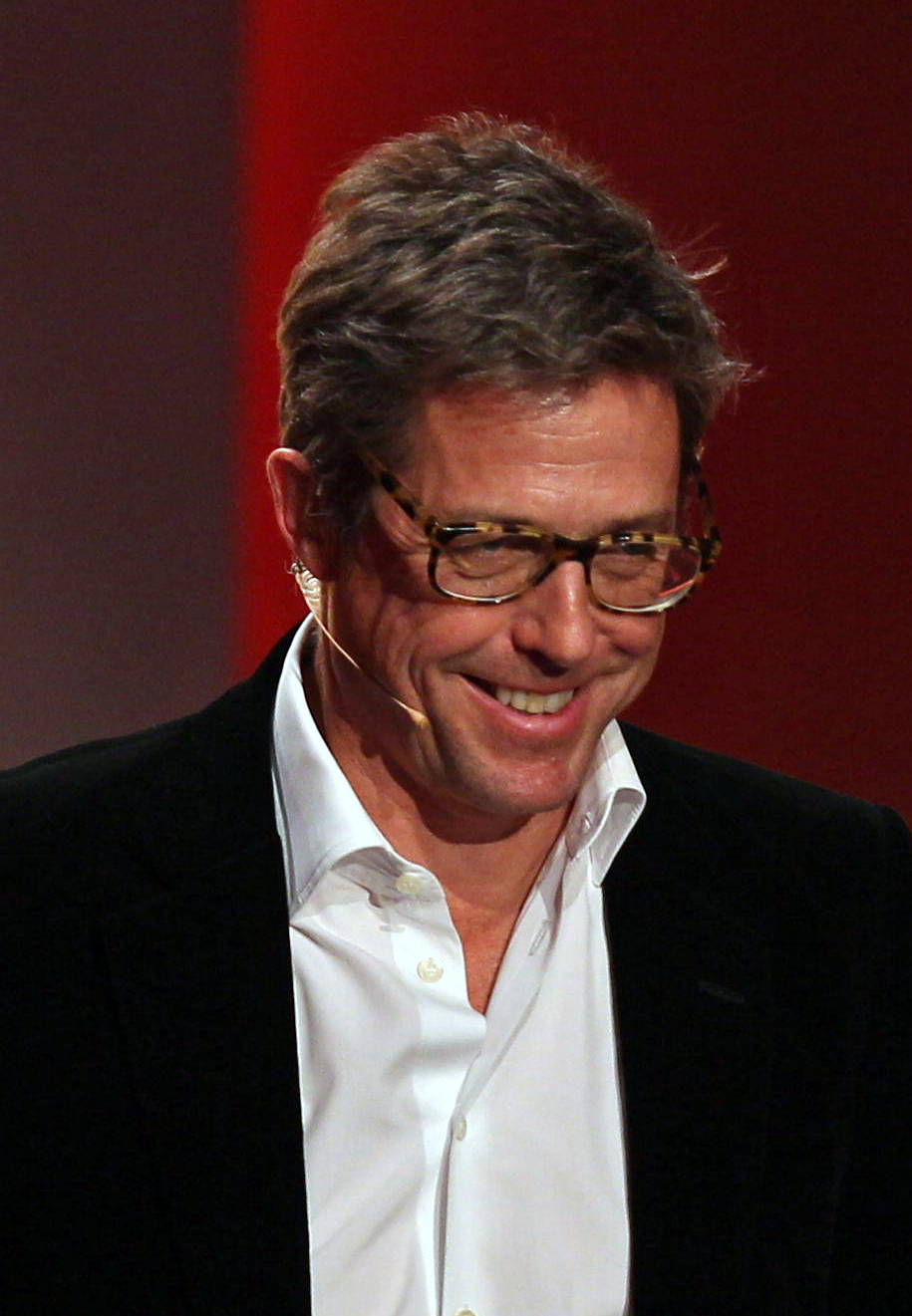
Hugh Grant, care a lucrat cu Thompson în câteva filme, a fost prima ei opțiune pentru rolul Edward Ferrars.

Inițial, Thompson a sperat că Doran va distribui surorile Natasha și Joely Richardson ca Elinor și Marianne Dashwood. Lee și Columbia au vrut-o pe Thompson, acum o "mare stea de cinema", după succesul rolului ei în filmul Howards End din 1992, pentru a o juca pe Elinor. Actrița a răspuns că, la vârsta de treizeci și cinci de ani, era prea bătrână pentru personajul de 19 ani. Lee a sugerat ca vârsta lui Elinor să fie schimbată la douăzeci și șapte. Thompson a fost de acord, mai târziu afirmând că era "disperată să intre într-un corset și să joace și să nu se mai gândească la rol ca la un scenariu".
Procesul formal de distribuție a început în februarie 1995, deși unii actori s-au întâlnit cu Thompson în anul precedent pentru a o ajuta să conceptualizeze scenariul. În cele din urmă Lee a distribuit toate rolurile cu excepția unuia: Hugh Grant (ca Edward Ferrars), Robert Hardy (ca Sir John Middleton), Harriet Walter (ca Fanny Ferrars Dashwood), Imelda Staunton (ca Charlotte Jennings Palmer) și Hugh Laurie (ca Mr. Palmer). Amanda Root lucrase de asemenea cu Thompson la scenariu, dar se angajaseră deja să joace rolul principal în filmul Persuasion din 1995. Comentând despre distribuirea lui Laurie, pe care ea îl cunoștea de ani de zile, Thompson a spus:  "Nu există nimeni altcineva pe planetă care să surprindă dezamăgirea domnului Palmer atât de perfect și să o facă în mod amuzant."
Thompson a scris rolul Edward Ferrars gândindu-se la Grant și el a acceptat să primească un salariu mai mic, în conformitate cu bugetul filmului. Grant a numit scenariul ei "genial", explicând: "Am fost întotdeauna un filistin în legătură cu Jane Austen și cred că scenariul Emmei este de departe mai bun decât cartea și mult mai amuzant". Distribuirea lui Grant a fost criticată de Societatea Jane Austen din America de Nord (JASNA), ai cărei reprezentanți au spus că era prea frumos pentru rol. Actrița Kate Winslet intenționa inițial să facă audiții pentru rolul Marianne, dar lui Lee nu i-a plăcut cum a jucat în drama din 1994 Heavenly Creatures. Thompson a spus mai târziu că Winslet, care avea numai 19 ani, s-a apropiat de partea "energică și deschisă, realistă, inteligentă și extraordinar de distractivă". Rolul a ajutat-o pe Winslet să devină recunoscută ca o actriță semnificativă.
În film a apărut și Alan Rickman, care l-a portretizat pe colonelul Brandon. Thompson a fost încântată de faptul că Rickman putea să exprime "dulceața extraordinară a naturii sale", el jucând în alte filme "personaje machiavelice foarte eficient". Greg Wise a fost distribuit în rolul ceiluilalt personaj interesat romantic de Marianne, John Willoughby, rolul său cel mai ănsemnat până acum.  Emilie François, în vârstă de 12 ani, care a jucat rolul Margaret Dashwood, a fost unul dintre ultimii oameni distribuiți în producție  ea nu avea experiență profesională. Thompson a lăudat-o pe tânără actriță în jurnalele sale de producție "Emilie are o inteligență nativă care inspiră desfășurare acțiunii – ea stimulează spontaneitate în noi toți doar prin faptul că am fost acolo". Alți membri ai castingului au inclus pe: Gemma Jones ca doamna Dashwood, James Fleet ca John Dashwood, Elizabeth Spriggs ca doamna Jennings, Imogen Stubbs ca Lucy Steele, Richard Lumsden ca Robert Ferrars, Tom Wilkinson ca domnul Dashwood și Lone Vidahl ca Miss Grey.

## Legături externe
- Rațiune și simțire la Internet Movie Database